# 云萝植物园
云萝植物园（英语：Yunluo Botanical Garden），位于广州市白云区白云山风景名胜区南麓，紧邻云台花园及白云山南门，是国家植物园体系广州迁地保护示范区之一。云萝植物园占地面积为86.6公顷，承担着植物迁地保护、科研科普、园林园艺展示、城市休闲等功能，是羊城八景“云山叠翠”的重要组成部分。

## 历史
2011年，云台花园在园区北侧锣鼓坑区域开发建设二期生态谷园区，即云萝植物园的前身，占地面积达3万平方米，作为第17届广州园林博览会艺术园圃展览场地对公众开放。2012年1月，云台花园生态谷园区范围进一步开发建设，占地面积达13万平方米，作为第18届广州园林博览会主场地正式对外开放。
2017年，《广州市花景建设规划（2016-2020年）》提出建设具有国际影响力的广州花园，选址初步定于白云山或华南植物园。2018年，广州花园选址敲定为白云山，并于同年发布的“广州花园设计国际竞赛报名公告”中明确核心区为云台花园、锣鼓坑（云萝花园）、云翠谷周边山林。2019年3月18日，为配合广州花园建设，云台花园二期锣鼓坑区域（即生态谷园区）全面围蔽施工。
2024年11月29日，锣鼓坑区域完成改造升级，并定名为“云萝植物园”，正式揭牌开园。
2025年4月19日，云萝植物园与云台花园联通通道开放，两园实现互联互通。8月3日，云萝植物园与白云山、云溪植物园共同组成“云山叠翠”景区，入选2025年羊城八景。

## 主要景点
- 簕杜鹃专类园
- 木棉道（木棉科植物专类园）
- 芬芳花谷（芳香植物专类园）
- 兰科植物专类园
- 盛宴花园（药食同源植物专类园）
- 雨林植物专类园
- 苔藓专类园
- 鸢尾专类园

## 交通
- 地铁：█11号线云台花园站
- 公交：

| 云台花园站、白云索道站 | 云台花园站、白云索道站 | 云台花园站、白云索道站 | 云台花园站、白云索道站 | 云台花园站、白云索道站          |
| 编号                   | 路线                   | 路线                   | 路线                   | 备注                            |
| ---------------------- | ---------------------- | ---------------------- | ---------------------- | ------------------------------- |
| 24                     | 大塘西（敦和）         | ⇆                      | 云台花园               |                                 |
| 32                     | 黄石路                 | ⇆                      | 华工大                 |                                 |
| 46                     | 罗冲围（松南路）       | ⇆                      | 中科院化学所           |                                 |
| 63                     | 锦城花园（东风东）     | ⇆                      | 石槎路（金碧新城）     |                                 |
| 175                    | 同德围（阳光花园）     | ⇆                      | 广州火车东站           |                                 |
| 179                    | 上步                   | ⇆                      | 白云山制药厂           |                                 |
| 199                    | 齊富路                 | ⇆                      | 水荫路                 |                                 |
| 210                    | 广州火车站（草暖公园） | ⇆                      | 石化路                 |                                 |
| 223                    | 白云路                 | ⇆                      | 白云花园               |                                 |
| 241                    | 同德围（丽康居）       | ⇆                      | 金湖雅苑               |                                 |
| 245                    | 黄石东（白云尚城）     | ⇆                      | 员村一横路             |                                 |
| 285                    | 云台花园               | ⇆                      | 花地大道南（鹅公村）   |                                 |
| 298                    | 夏茅                   | ⇆                      | 华景新城               |                                 |
| 540                    | 員村一横路             | ⇆                      | 黃石路                 |                                 |
| 841                    | 广州火车东站           | ⇆                      | 石井（滘心村）         |                                 |
| B16                    | 云台花园               | ⇆                      | 黄埔体育中心           |                                 |
| B18                    | 永泰集贤路             | ⇆                      | 匯彩路                 |                                 |
| B18快线                | 永泰路口               | ⇆                      | 匯彩路                 | 仅限早晚高峰发班                |
| 大学城专线1大学城1线   | 广外                   | ⇆                      | 大学城（广大）         | 15分/班（寒暑假期间30–60分/班） |
| 旅游公交1线            | 中山八路               | ⇆                      | 云台花园               |                                 |
| 高峰快线80             | 中科院化学所           | →                      | 罗冲围                 | 46路附属线路，15分/班           |
| 夜35                   | 黃鶴路（市殘運中心）   | ⇆                      | 員村一橫路             |                                 |